# 薛南溟
薛南溟（1862年—1929年），名翼运，男，江苏无锡人，中国民族资本家。

## 家庭
父亲薛福成。妻子为盛宣怀的妹妹。幼子薛寿萱。女薛琪瑛，为朱湘二嫂，在《新青年》发表多篇译文。